# Miami Tower
Miami Tower är en 47 våningar hög skyskrapa i Miami, Florida. Byggnaden är med sina 191 meter den åttonde högsta i Miami. Byggnaden används som kontor, och färdigställdes 1986. Den är byggd i en modernistisk stil. Miami Tower har tidigare haft namnen Bank of America Tower, NationsBank Tower och CenTrust Tower.